# Paratungstato
Em química, paratungstato (ou paratungstato B) se refere ao ânion com a fórmula química [W
12O
42]12–
 e sais derivados deste íon. O termo também se refere a derivados protonados deste ânion, incluindo [H
2W
12O
42]10–
. Paratungstato de amônio (ou APT), (NH
4)
10[H
2W
12O
42]
 é um intermediário chave na purificação de tungstênio de seus minérios.

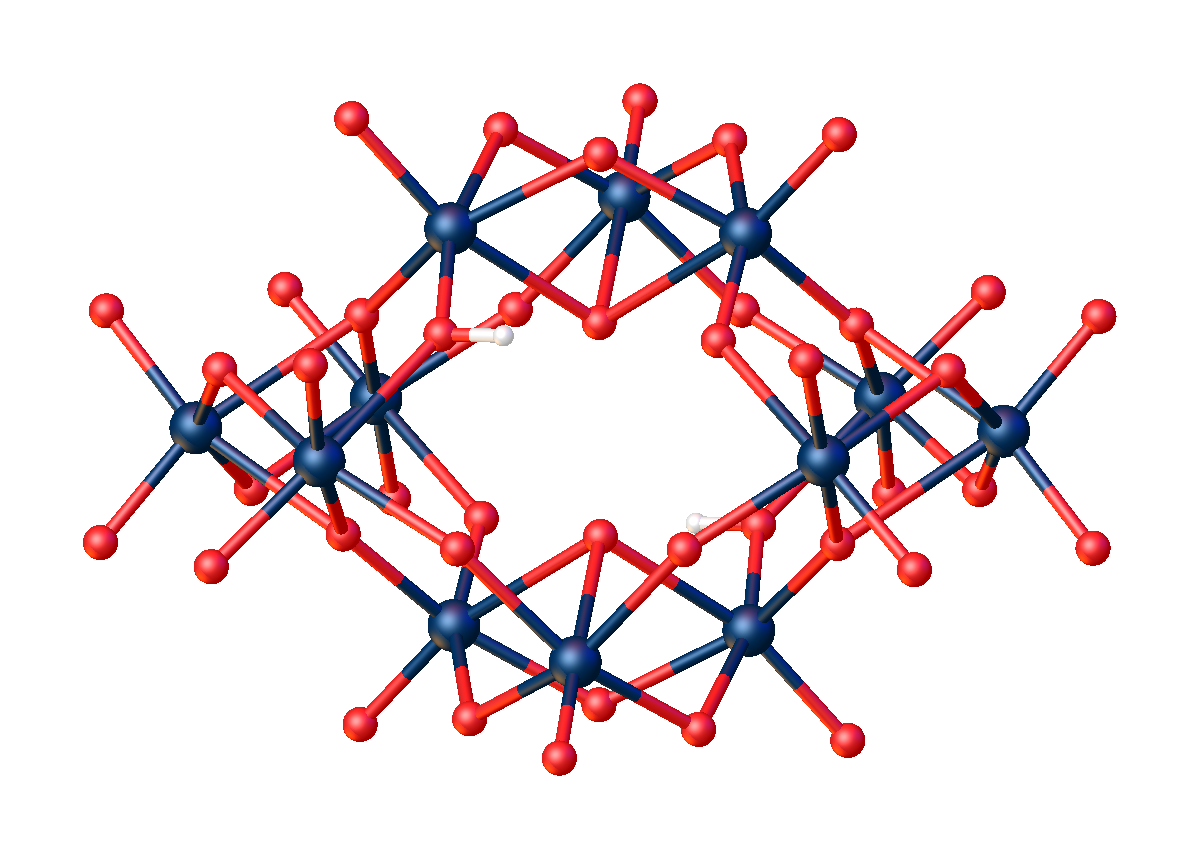
Estrutura do paratungstato [H2W12O42](10-), destacando sua simetria relativamente baixa. Esferas azul-escuras representam os átomos de tungstênio, as esferas vermelhas representam oxigênio e as brancas representam hidrogênio.

O íon negativo complexo contém o elemento tungstênio em seu estado de oxidação mais alto e mais comum, o +6. O tungstênio apresenta coordenação octaédrica. (NH
4)
10[H
2W
12O
42]
•4H
2O
 foi caracterizado por cristalografia de raios X.
O ânion não protonado [W
12O
42]12–
 tem simetria C2h.